# James Cloppenburg

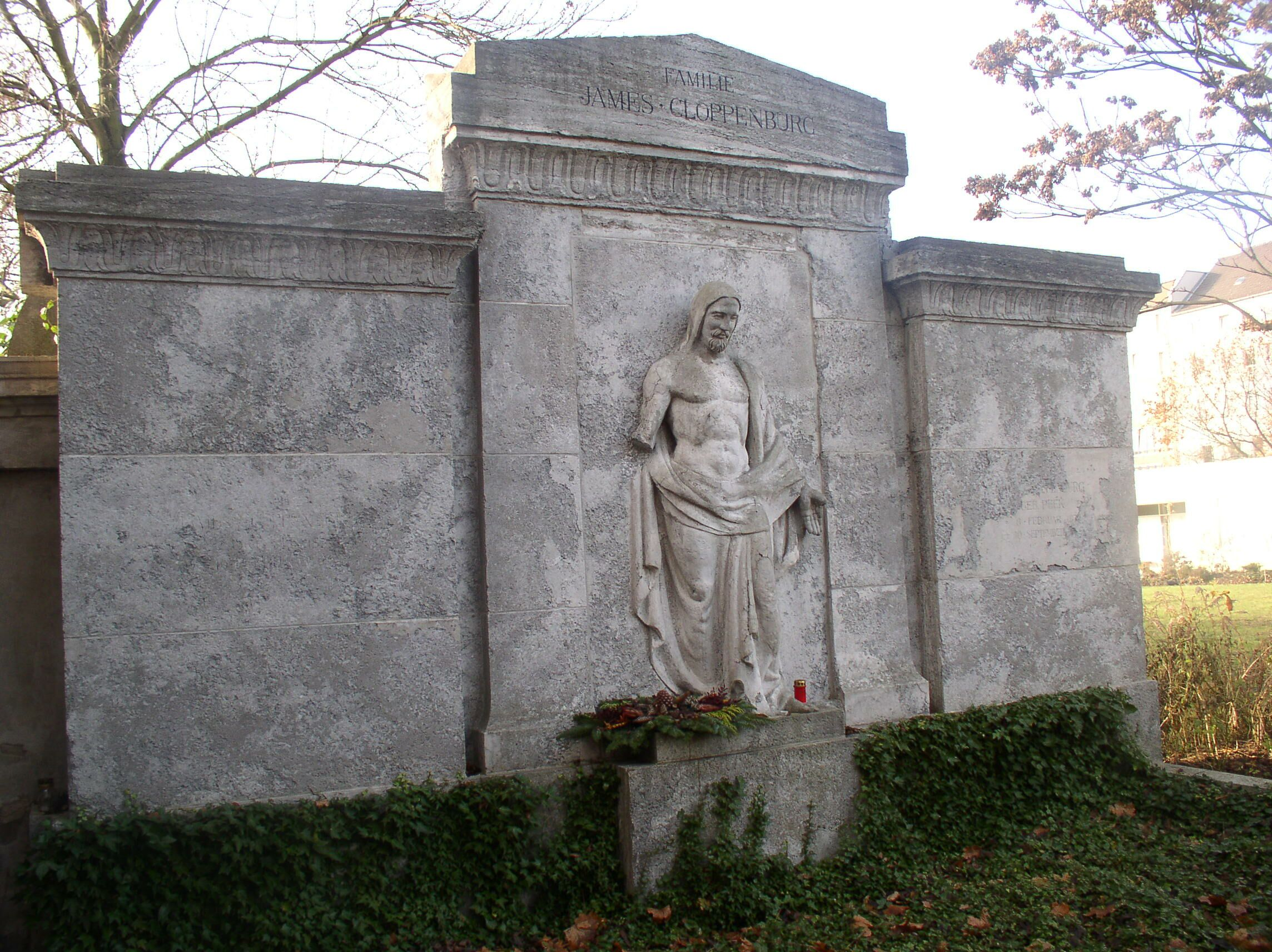
Familiengrab auf dem Alten Domfriedhof der St.-Hedwigs-Gemeinde in Berlin

James Joseph Anton Cloppenburg (* 2. Oktober 1877 in Rotterdam; † 10. Februar 1926 in Berlin) war ein deutscher Unternehmer.
Sein aus Altenoythe stammender Vater Heinrich Anton Adolph Cloppenburg (1844–1922) zog um 1867 in die Niederlande. Gemeinsam mit dem aus Grönheim stammenden Johann Theodor Peek (1845–1907) gründete er 1869 ein Bekleidungshaus Peek & Cloppenburg. Die Familie waren sogenannte Tödden. Die männlichen Mitglieder verkauften zuerst Textilien auf der Straße in Holland (so wie die Familie Brenninkmeijer von C&A). Seine Mutter war Willemina Maria, geb. Williams Phillips (1850–1887).
1901 eröffnete James Cloppenburg ohne die Peeks ein eigenes Bekleidungshaus in Berlin in der Gertraudenstraße Ecke Roßstraße und revolutionierte den Markt mit einheitlichen Konfektionsgrößen. Später brachte er dies Haus in die väterliche Firma ein, die 1901 in Düsseldorf ihre deutsche Niederlassung begründet hatte, und übernahm die Leitung der gesamten Firma. So entstand Peek & Cloppenburg (Düsseldorf). Sein Bruder Anton Cloppenburg (1886–1967) gründete 1912 ein gleichnamiges Bekleidungshaus in Hamburg, das sich zu einem eigenen Unternehmen entwickelte.
James Cloppenburg starb 1926 und wurde auf dem Alten Domfriedhof der St.-Hedwigs-Gemeinde in Berlin beerdigt.
Die Geschäfte wurden von seinem Sohn James Cloppenburg jr. (* 1902, † 1986) übernommen, nach dessen Tod von dessen Sohn Harro Uwe Cloppenburg (1940–2023).
Ein dritter James Cloppenburg ist der Sohn von Fritz Cloppenburg (1914–2003), dessen Vater der oben erwähnte Bruder Anton (1886–1967) war. Er war von Ende der 1970er Jahre bis etwa 2015 geschäftsführender Gesellschafter der Hamburger Firma. Mit seinem Vermögen von ca. 350 Millionen Euro (Stand: 2013) belegte er auf der Liste der reichsten Deutschen Platz 317.
Die Familie Cloppenburg lebt sehr zurückgezogen und scheut die Öffentlichkeit.